# Givani Smith
Givani Smith (né le 27 février 1998 à Toronto dans la province de l'Ontario au Canada) est un joueur professionnel canadien de hockey sur glace. Il évolue au poste d'ailier droit. 

## Biographie

### Carrière junior
Il joue 4 saisons dans la LHO entre 2014 et 2018. En 236 matchs avec les Colts de Barrie, le Storm de Guelph et les Rangers de Kitchener, il récolte 135 points et 411 minutes de pénalité. Il domine la ligue pour les minutes de punition lors des campagnes 2015-2016 et 2016-2017. À sa saison recrue avec les Griffins de Grand Rapids en 2018-2019, il obtient 13 points en 64 parties.

### Carrière en club
Il est rappelé pour la première fois par les Red Wings, le 25 octobre 2019. Le même jour, il dispute son premier match en carrière dans la LNH face aux Sabres de Buffalo. Cinq jours plus tard, le 30 octobre, il retourne avec les Griffins. Le 31 décembre 2019, il est à nouveau rappelé par Détroit. Le 14 janvier 2020, il marque son premier but dans la LNH contre Thomas Greiss et les Islanders de New York. En 2020-2021, il est assigné aux Griffins, le 16 février 2021.
Le 9 décembre 2024, il est échangé à l'Avalanche du Colorado avec le gardien Mackenzie Blackwood et un choix de cinquième tour en 2027 en retour d'Aleksandr Gueorguiev, Nikolaï Kovalenko, un choix de deuxième tour au repêchage d'entrée dans la LNH 2026, et un choix conditionnel de cinquième tour au repêchage d'entrée 2025.

### Vie privée
Il est le frère cadet du hockeyeur professionnel Gemel Smith.

## Statistiques

### En club
| Saison     | Équipe                   | Ligue      |     | Saison régulière | Saison régulière | Saison régulière | Saison régulière | Saison régulière |    | Séries éliminatoires | Séries éliminatoires | Séries éliminatoires | Séries éliminatoires | Séries éliminatoires |
| Saison     | Équipe                   | Ligue      | PJ  | B                | A                | Pts              | Pun              | PJ               | B  | A                    | Pts                  | Pun                  |                      |                      |
| 2014-2015  | Colts de Barrie          | LHO        | 31  | 0                | 4                | 4                | 20               | -                | -  | -                    | -                    | -                    |                      |                      |
| 2014-2015  | Storm de Guelph          | LHO        | 30  | 7                | 8                | 15               | 56               | 9                | 2  | 3                    | 5                    | 10                   |                      |                      |
| 2015-2016  | Storm de Guelph          | LHO        | 65  | 23               | 19               | 42               | 146              | -                | -  | -                    | -                    | -                    |                      |                      |
| 2016-2017  | Storm de Guelph          | LHO        | 64  | 26               | 18               | 44               | 139              | -                | -  | -                    | -                    | -                    |                      |                      |
| 2016-2017  | Griffins de Grand Rapids | LAH        | 3   | 0                | 0                | 0                | 2                | -                | -  | -                    | -                    | -                    |                      |                      |
| 2017-2018  | Storm de Guelph          | LHO        | 19  | 8                | 3                | 11               | 14               | -                | -  | -                    | -                    | -                    |                      |                      |
| 2017-2018  | Rangers de Kitchener     | LHO        | 27  | 9                | 10               | 19               | 36               | 18               | 11 | 7                    | 18                   | 22                   |                      |                      |
| 2018-2019  | Griffins de Grand Rapids | LAH        | 64  | 6                | 7                | 13               | 86               | 4                | 0  | 2                    | 2                    | 9                    |                      |                      |
| 2019-2020  | Griffins de Grand Rapids | LAH        | 37  | 9                | 10               | 19               | 75               | -                | -  | -                    | -                    | -                    |                      |                      |
| 2019-2020  | Red Wings de Détroit     | LNH        | 21  | 2                | 1                | 3                | 9                | -                | -  | -                    | -                    | -                    |                      |                      |
| 2020-2021  | Red Wings de Détroit     | LNH        | 16  | 1                | 3                | 4                | 21               | -                | -  | -                    | -                    | -                    |                      |                      |
| 2020-2021  | Griffins de Grand Rapids | LAH        | 25  | 9                | 6                | 15               | 54               | -                | -  | -                    | -                    | -                    |                      |                      |
| 2021-2022  | Red Wings de Détroit     | LNH        | 46  | 4                | 3                | 7                | 108              | -                | -  | -                    | -                    | -                    |                      |                      |
| 2022-2023  | Red Wings de Détroit     | LNH        | 2   | 0                | 0                | 0                | 0                | -                | -  | -                    | -                    | -                    |                      |                      |
| 2022-2023  | Griffins de Grand Rapids | LAH        | 19  | 2                | 3                | 5                | 45               | -                | -  | -                    | -                    | -                    |                      |                      |
| 2022-2023  | Panthers de la Floride   | LNH        | 34  | 1                | 3                | 4                | 72               | 1                | 0  | 0                    | 0                    | 2                    |                      |                      |
| 2022-2023  | Checkers de Charlotte    | LAH        | 3   | 0                | 0                | 0                | 4                | -                | -  | -                    | -                    | -                    |                      |                      |
| Totaux LNH | Totaux LNH               | Totaux LNH | 119 | 8                | 10               | 18               | 210              | 1                | 0  | 0                    | 0                    | 2                    |                      |                      |

### En équipe nationale
| Année | Équipe     | Compétition              |   | PJ | B | A | Pts | Pun      |  | Résultat |
| 2014  | Canada U17 | Défi mondial des -17 ans | 5 | 0  | 0 | 0 | 16  | 6e place |  |          |